# Theodore Reed Fehrenbach
Theodore Reed (T. R.) Fehrenbach, född 12 januari 1925 i San Benito, Texas, död 1 december 2013 i San Antonio, Texas, var en amerikansk historiker, känd framför allt för sina arbeten om Texas historia, Koreakriget och comancherna.
Fehrenbach studerade vid Princeton University och tog en Bachelor of Arts-examen 1947. Hans forskarkarriär fördröjdes väsentligt av att han deltog både i andra världskriget och Koreakriget. Fehrenbach publicerade 18 böcker och ett stort antal artiklar i olika tidskrifter. Han bodde sedan 1951 i San Antonio, Texas och var sedan 1981 verksam som kolumnist för San Antonio Express-News.

## Böcker i urval
- The Battle of Anzio (1962)
- This Kind of War (1963); om Koreakriget
- Lone Star (1968); standardverk on Texas historia.
- Fire and Blood (1973); Mexikos historia
- Comanches: The Destruction of a People (1974)